# バスケットボールガンビア代表
バスケットボールガンビア代表（バスケットボールガンビアだいひょう、Gambia men's national basketball team）は、ガンビアバスケットボール協会により国際大会に派遣される男子バスケットボールのナショナルチームである。

## 歴史
1978年アフリカ選手権9位が最高成績である。
ヨーロッパのプロクラブでプレーするガンビア人選手も複数名存在するが、2005年を最後にアフリカ選手権予選には参加していない。
ガンビアにルーツに持つNBAプレイヤーとしては母がガンビア人のデニス・シュレーダーがいる。

## 主な国際大会成績
- オリンピック
  - 出場なし
- ワールドカップの成績
  - 出場なし
- アフリカ選手権の成績
  - 1978年 ― 9位